# Heinrich Georg von Blumenthal
Heinrich Georg von Blumenthal (* 1716; † 31. Dezember 1756 bei Ostritz) war preußischer Major.

## Leben

### Herkunft
Heinrich Georg war ein Angehöriger des märkischen Adelsgeschlechts von Blumenthal. Er war ein Sohn des preußischen Staats- und Kriegsminister Adam Ludwig von Blumenthal (1691–1760) und der Sophie Esther von Hoym aus dem Hause Poblotz (1697–1733). Der preußische Oberhofmeister, Oberst und  Kommandeur des Regiments Garde du Corps, Hans von Blumenthal (1722–1788) war sein jüngerer Bruder.

### Werdegang
Er trat in die preußische Armee ein und bestritt eine Offizierslaufbahn. 1743 war er Rittmeister. Im Siebenjährigen Krieg versuchten die Österreicher unter General Franz Moritz von Lacy einen gleichzeitigen Angriff auf die preußischen Posten bei Ostritz, Laube, Marienthal und Radmeriz, die in der Sache zwar scheiterten, jedoch Blumenthal das Leben kosteten.

Prinz Heinrich von Preußen widmete ihm eine Gedenktafel (Nr. 21) auf seinem Rheinsberger Obelisken: 

„von Blumenthal, Major im Regiment Prinz Heinrich. Sein heller Geist, sein rechtliches Gemüt, führten ihn Hand in Hand der Vollkommenheit entgegen, als er bei Verteidigung eines Postens bei Ostritz in der Lausitz getötet wurde, am 31sten September 1756.“

### Familie
Blumenthal vermählte sich 1743 in Namur mit Gräfin Theresia d’Harscamp (1712–1782), die als Witwe Oberhofmeisterin bei der Prinzessin Wilhelmine von Preußen wurde. Aus der Ehe waren drei jung verstorbene Söhne hervorgegangen.